# Olivia Brown
Olivia Margarette Brown (Fráncfort del Meno, 10 de abril de 1960) es una actriz estadounidense, más conocida por haber interpretado a Trudy Joplin en la serie Miami Vice.

## Biografía
Su hermano es el exjugador de la NFL, Steve Brown.
Estuvo casada con James Okonkwo, con quien tiene dos hijos. En 1983 se casó con el actor estadounidense Mykelti Williamson; sin embargo, la relación terminó en 1985.

## Carrera
En 1984 se unió al elenco principal de la serie Miami Vice, donde interpretó a la detective Trudy Joplin hasta el final de la serie en 1990. Ese mismo año interpretó a Addie en la película Streets of Fire. En 1998 apareció como invitada en la serie policíaca Murder Call, donde interpretó a la señora Bisley.

## Filmografía
- 1977: The Outsiders (serie TV): Faye

- 1981: I Can Jump Puddles (TV): Prostituta Maisie

- 1981: Bellamy (serie TV): Judy

- 1982: Norman Loves Rose: Nurse

- 1982: 48 Hrs.: Candy

- 1983: T.J. Hooker   (serie TV): Rhonda

- 1983: For Love and Honor (serie TV): Sammy

- 1983: Hill Street Blues (serie TV): Vicki

- 1984: Streets of Fire: Addie

- 1986: The Love Boat (serie TV): Lois Hendrix

- 1987: Throw Momma from the Train: Ms. Gladstone

- 1989: Identity Crisis (film): Domino

- 1989: Paradise  (serie TV)

- 1989: Monsters (serie TV)

- 1989: Family Matters (serie TV): Vanessa

- 1990: Miami Vice[1] (serie TV): Detective Trudy Joplin (111 episodios)

- 1990: Designing Women (serie TV): Vanessa Hargraves

- 1990: Memories of Murder (TV): Brenda

- 1990: Dear John (serie TV): Denise

- 1991: Roc: Nadine

- 1993: The Fresh Prince of Bel-Air  (serie TV): Lola

- 1993: All Tied Up (video): Tara

- 1993: Man's Best Friend: Lab Assistant

- 1995: CBS Schoolbreak Special (serie TV): Ms. Jackson

- 1995: Sister, Sister (serie TV): Lucy

- 1995: Lois & Clark: The New Adventures of Superman (serie TV): Star

- 1997: Beverly Hills 90210 (serie TV): Professor Langely

- 1997: The Gregory Hines Show (serie TV): Cheri

- 1998: Mr. P's Dancing Sushi Bar: Natalie

- 1998: Murder Call  (serie TV): Mrs. Bisley

- 2001: Moesha (serie TV): Barbara Lee

- 2003: 7th Heaven (serie TV): Patricia Hamilton

- 2009: Not Easily Broken: Mrs. Reid

- 2009: Fast Lane: Mama